# محمد خماس

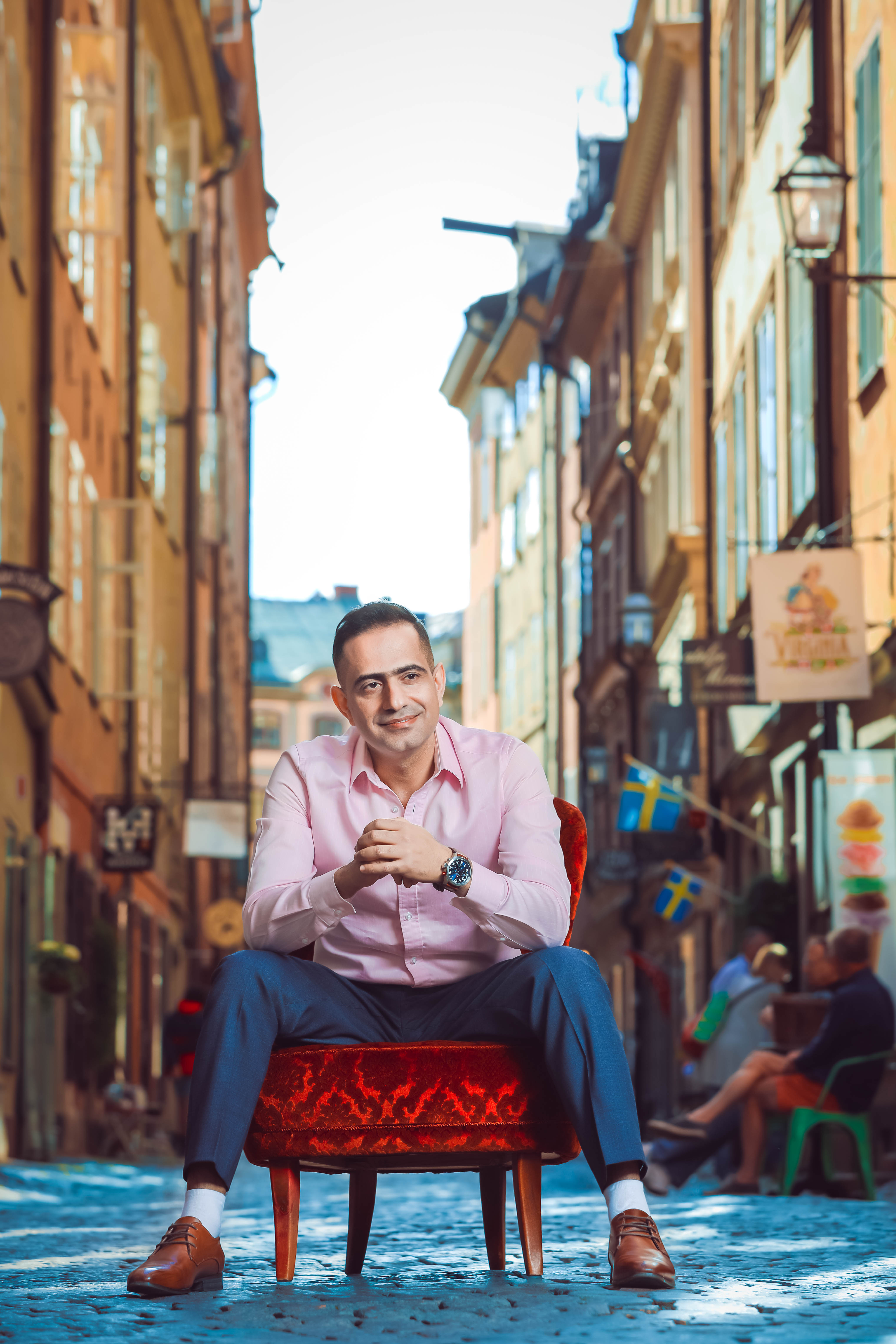

محمد خماس هو كاتب سيناريو عراقي، درس في جامعة بغداد، كلية الإعلام. بدأ مشواره العملي صحفياً وكاتباً لعدد من البرامج التلفزونية المنوعة وبعد أن أكمل دراسته في قسم الصحافة الأذاعية والتلفزيونية في كلية الإعلام أتجه لكتابة البرامج التلفزيونية، بعدها أحترف كتابة السيناريو وقدم العديد من الأعمال الكوميدية الملفتة للأنتباه من بينها العتاك، شلش من حي التنك، حبزبوز وأكبر كذاب الجزء الثاني.

## الحياة المهنية
بدأت المسيرة العملية للكاتب محمد خماس حينما كان طالباً في الجامعة حيث عمل منذ العام 2000 في صحيفة نبض الشباب الأسبوعية والتي كانت تصدر عن الاتحاد العام لشباب العراق، وفي العام 2003 وبعد التغير الكبير الذي شهدته الصحافة في العراق أسوة بمجالات الحياة الأخرى عمل خماس في عدد من الصحف ولعل أشهرها صحيفة الساعة التي أصدرها وترأس تحريرها الداعية الأسلامي أحمد الكبيسي. انتقل بعدها ليعمل سكرتيرا للتحرير في صحيفة الطلبة ثم مديرا للتحرير في صحيفة الوسط والتي كانت تصدر عن حزب الائتلاف الوطني الموحد. في العام 2004 اتجه خماس إلى التلفزيون، وعمل في شبكة الإعلام العراقي قناة العراقية كاتباً ومعداً للعديد من البرامج الوثائقية والثقافية حتى عام 2006 . بعد تخرجه من كلية الإعلام في العام 2005أتجه خماس إلى كتابة السيناريو وقدم منذ العام 2009 مجموعة من الأعمال التلفزيونية الكوميدية الشهيرة. 

## أعماله
حصلت أعمال خماس على نصيب واسع من الشهرة والانتشار والجدل النقدي حيث تمتاز أعماله بجرأة كبيرة في الطرح ولغة الحوار التي شكلت خطا جديدا في مسار الكوميديا في العراق.فالمعروف عن نصوصه الحبكة الدرامية الرصينة والمواضيع التي تلامس الواقع حيث يتسم طرحه الدرامي  بالعمق والجرأة المدروسة في الحوار وقد نجحت أعماله في جذب انتباه شرائح عريضة من الجمهور حيث تسجل دائما أعلى عدد المشاهدات في مواسم عرضها بدأ من كارتون العتاك مرورا بـ شلش من حي التنك، اكبر كذاب، حبزبوز، زيدان المليان أيام الإجازة الجزء الثاني.و يُعتبر السيناريست محمد خماس بالإضافة إلى المخرج مهند أبو خمرة هما أول من أدخلا فن الرسوم المتحركة للكبار في العراق.

## الأعمال
| #  | عنوان العمل               | النوع              | المحطة             | سنة الأنتاج | المخرج           |
| -- | ------------------------- | ------------------ | ------------------ | ----------- | ---------------- |
| 1  | طراطيش                    | دراما كوميدية      | قناة السومرية      | 2009        | محمد طالب العاني |
| 2  | العتاك                    | رسوم متحركة        | قناة الشرقية       | 2011        | مهند أبو خمرة    |
| 3  | سامبا                     | أكشن-كوميدي        | قناة الشرقية       | 2011        | علي أبو خمرة     |
| 4  | الريس                     | رسوم متحركة        | قناة الشرقية       | 2012        | مهند أبو خمرة    |
| 5  | شلش من حي التنك           | رسوم متحركة        | قناة الشرقية       | 2013        | مهند أبو خمرة    |
| 6  | أكبر كذاب 2               | كوميديا- خيال علمي | قناة الرشيد        | 2013        | علي أبو خمرة     |
| 7  | حبزبوز                    | رسوم متحركة        | قناة الشرقية       | 2014        | مهند أبو خمرة    |
| 8  | عائلة سويجات              | سيت كوم            | قناة الرشيد        | 2014        | علي أبو خمرة     |
| 9  | وزارة هاش تاك             | كوميديا - سياسي    | قناة الفلوجة       | 2015        | أحمد البشير      |
| 10 | العتاك2                   | رسوم متحركة        | قناة الشرقية       | 2016        | مهند أبو خمرة    |
| 11 | غرامي شرطي وحرامي         | سيت كوم            | قناة الرشيد        | 2018        | مهند حسن         |
| 12 | أفتح يابستم               | رسوم متحركة        | قناة دجلة الفضائية | 2018        | فراس العبدلي     |
| 13 | زيدان المليان             | دراما كوميدية      | قناة السومرية      | 2018        | علي فاضل         |
| 14 | أيام الإجازة الجزء الثاني | دراما كوميدية      | قناة العراقية      | 2019        | علي فاضل         |
| 15 | باكو بغداد (مسلسل)        | دراما كوميدية      | قناة الشرقية       | 2019        | علي عباس         |
| 16 | ضربة زاوية (مسلسل درامي)  | دراما اجتماعية     | قناة utv الفضائية  | 2021        | علاء الأنصاري    |
| 17 | كرستال                    | دراما جريمة وإثارة | قناة العراقية      | 2024        | محمد جعفر        |
| 18 | روح                       | دراما اجتماعية     | قناة الشرقية       | 2024        | حسن حسني         |
| 19 | سحر أسود                  | دراما اجتماعية     | قناة دجلة الفضائية | 2025        | مراد ترك         |

## روابط خارجية
- صفحة محمد خماس على قاعدة بيانات الأفلام العربية